# Mirosław Nowaczyk (lekkoatleta)
Mirosław Nowaczyk (ur. 11 kwietnia 1969) – polski lekkoatleta, skoczek w dal, mistrz Polski.

## Kariera sportowa
Był zawodnikiem Juniora Złocieniec, Pomorza Stargard Szczeciński i Skry Warszawa.
Na mistrzostwach Polski seniorów na otwartym stadionie zdobył dwa medale w skoku wzwyż: złoty w 1991 i brązowy w 1993. W halowych mistrzostwach Polski seniorów wywalczył w skoku wzwyż trzy medale: dwa złote medale (1992, 1993) oraz brązowy w 1994.
Rekord życiowy w skoku w dal: 7,88 (14.07.1991). 